# Хелештень (Румунія)
Хелештень, Хелештені (рум. Heleșteni) — село у повіті Ясси в Румунії. Входить до складу комуни Хелештень.
Село розташоване на відстані 313 км на північ від Бухареста, 54 км на захід від Ясс.

## Населення
За даними перепису населення 2002 року у селі проживали 809 осіб, усі — румуни. Усі жителі села рідною мовою назвали румунську.